# Kodaline
Kodaline es una banda irlandesa de indie rock formada en Dublín. Originalmente conocida como 21 Demands, la banda adoptó su nombre actual en 2012 para coincidir con el cambio de su música. El grupo está formado por Steve Garrigan, Mark Prendergast, Vincent May y Jason Boland.

## Historia

### 2005–11: 21 Demands
Como 21 Demands, la banda llamó la atención por primera vez en noviembre de 2006, cuando participaron en la quinta serie del show de talentos de RTÉ You're a Star; Terminando como subcampeones de la serie. El 3 de marzo de 2007, 21 Demands lanzó su propio sencillo llamado "Give Me a Minute" a través de descargas digitales7 en el sitio web de RTÉ. Hicieron la historia de la tabla cuando el sencillo superó a la tabla de sencillos irlandeses, convirtiéndose en la primera pista lanzada de forma independiente para lograr esta hazaña. 21 Demands también escribieron "One Of Those Days", que jugaron en el canal irlandés de YouTube, Balcony TV.

### 2012–14:In a Perfect World
El cuarteto lanzó su primer disco extendido, The Kodaline EP, el viernes 7 de septiembre de 2012, producido por Philip Magee. "All I Want" fue seleccionado como el disco de la semana de la BBC Radio 1 DJ Fearne Cotton, presentado en el episodio de la temporada 9 de Grey's Anatomy, "Remember the Time", y se usó en la música de fondo para Google 2012: Year en la revisión de vídeo. El 9 de diciembre de 2012, la BBC anunció que Kodaline había sido nominada para la encuesta Sound of 2013. El 17 de junio de 2013, Kodaline lanzó su primer álbum de estudio, In a Perfect World. 
In a Perfect World incluye los sencillos "High Hopes", "All I Want", "Love Like This", y "Pray", así como siete nuevas canciones. La edición de lujo de iTunes del álbum contiene "The Answer", "Perfect World", "Lose Your Mind" y "Latch", con videos musicales de "All I Want" y "High Hopes". La edición de lujo del CD, en cambio, contiene un CD con presentaciones en vivo de "All I Want", "High Hopes", "Love Like This", "Pray", "All Comes Down" y "The Answer" en The Button Factory en Dublín. Su canción "All I Want" apareció en el programa MTV Catfish: The TV Show. "All I Want" también estuvo en la temporada 5, episodio 10 de The Vampire Diaries. La canción "Brand New Day" de este álbum, se usa actualmente como la melodía del tema del exitoso canal 4 Gogglebox.
En abril de 2014, Kodaline lanzó una versión de portada del sencillo "Coming Up" de Paul McCartney en 1980, en celebración del Record Store Day. 
En abril de 2014, la canción "All I Want" se lanzó como parte de la banda sonora de The Fault in Our Stars, y se utilizó en la película. En julio de 2014, las canciones "Pray" y "High Hopes" se presentaron en los tráileres de las películas Horns y Love, Rosie, respectivamente. 
La canción "All I Want" se usó en TCM Remembers, el recuerdo anual de Turner Classic Movies de los contribuyentes de la industria cinematográfica que murieron en 2014.

## Integrantes

### Formación actual
- Steve Garrigan - vocalista, guitarra eléctrica, armónica, teclados
- Mark Prendergast - guitarra, teclados, vocal de apoyo
- Jason Boland - bajo eléctrico, vocal de apoyo, teclados
- Vinny May - batería, guitarra, percusión, vocal de apoyo

#### Colaboraciones especiales
- Conor Linnane - bajo, teclados, vocal de apoyo

## Discografía

### Álbumes de estudio
- 2013: In a Perfect World
- 2015: Coming Up for Air
- 2018: Politics of Living
- 2020: One day at a time

### Álbumes en directo
- 2022: Our roots run deep

### EP
- 2012: The Kodaline
- 2013: The High Hopes
- 2013: Love Like This
- 2013: In a Perfect World
- 2015: Honest
- 2017: I Wouldn't Be

### Sencillos
- "Give Me a Minute"
- "All I Want"
- "High Hopes"
- "Brand New Day"
- "Love Like This"
- "One Day"
- "Honest"
- "In a Perfect World"
- "The One"
- "Ready"
- "What It Is"
- "Brother"
- "Ready to Change"
- "Worth It"